# Hofsós
Hofsós é uma localidade na Islândia. Em 2018 tinha uma população de cerca de 147 habitantes.